# Ahmad Al Salih
Ahmad Al Salih (Amuda, 20 maggio 1989) è un calciatore siriano, difensore dell'Al-Ahed e della Nazionale siriana.

## Caratteristiche tecniche
È un difensore centrale.

## Carriera

### Club
Comincia a giocare in patria, all'Al-Jaish. Nel 2013, dopo una breve esperienza con l'Al-Shorta, si trasferisce in Kuwait, all'Al-Arabi. Nel 2015 passa all'Al-Shorta, squadra della massima serie irachena. Nel gennaio 2016 si trasferisce in Bahrein, all'Al-Muharraq. Nell'estate 2016 torna in Kuwait, all'Al-Arabi. Il 6 gennaio 2017 viene ufficializzato il suo trasferimento in Cina, all'Henan Jianye.

### Nazionale
Ha debuttato in Nazionale il 7 agosto 2008, in Siria-Giordania (0-0). Ha messo a segno la sua prima rete con la maglia della Nazionale il 20 dicembre 2012, in Iraq-Siria (0-1), finale del Campionato della federazione calcistica dell'Asia occidentale, in cui ha messo a segno, al minuto 74, la rete che ha deciso la gara. Ha partecipato, con la Nazionale, alla Coppa d'Asia 2011.

## Statistiche

### Cronologia presenze e reti in Nazionale
| Cronologia completa delle presenze e delle reti in nazionale ― Siria | Cronologia completa delle presenze e delle reti in nazionale ― Siria | Cronologia completa delle presenze e delle reti in nazionale ― Siria | Cronologia completa delle presenze e delle reti in nazionale ― Siria | Cronologia completa delle presenze e delle reti in nazionale ― Siria | Cronologia completa delle presenze e delle reti in nazionale ― Siria | Cronologia completa delle presenze e delle reti in nazionale ― Siria | Cronologia completa delle presenze e delle reti in nazionale ― Siria |
| Data                                                                 | Città                                                                | In casa                                                              | Risultato                                                            | Ospiti                                                               | Competizione                                                         | Reti                                                                 | Note                                                                 |
| -------------------------------------------------------------------- | -------------------------------------------------------------------- | -------------------------------------------------------------------- | -------------------------------------------------------------------- | -------------------------------------------------------------------- | -------------------------------------------------------------------- | -------------------------------------------------------------------- | -------------------------------------------------------------------- |
| 06-01-2019                                                           | Sharja                                                               | Siria                                                                | 0 – 0                                                                | Palestina                                                            | Coppa d'Asia 2019 - 1º turno                                         | -                                                                    |                                                                      |
| 10-01-2019                                                           | al-'Ayn                                                              | Giordania                                                            | 2 – 0                                                                | Siria                                                                | Coppa d'Asia 2019 - 1º turno                                         | -                                                                    |                                                                      |
| 15-01-2019                                                           | al-'Ayn                                                              | Australia                                                            | 3 – 2                                                                | Siria                                                                | Coppa d'Asia 2019 - 1º turno                                         | -                                                                    | Cap.                                                                 |
| Totale                                                               |                                                                      | Presenze                                                             | 3                                                                    |                                                                      | Reti                                                                 | 0                                                                    |                                                                      |

## Palmarès

### Club

#### Competizioni continentali
- Coppa dell'AFC: 1

Al-Ahed: 2019

### Nazionale
- Campionato di calcio della Federazione calcistica dell'Asia occidentale: 1

2012